# Eptatretus caribbeaus
Eptatretus caribbeaus is een soort uit de familie der slijmprikken (Myxinidae).
Deze soort is enkel bekend dankzij vijf exemplaren die men heeft opgevist voor de kust van Midden-Amerika, meer bepaald in de Caribische Zee voor de kustlijn tussen Honduras en Panama. Waarschijnlijk is het een soort die zich ophoudt op grote diepte (de gevangen exemplaren werden gevonden tussen 365 en 500 m). Er zijn geen rechtstreekse bedreigingen bekend voor deze soort, wellicht ook dankzij het feit dat hij zo diep leeft.